# Алешково (сельское поселение село Недельное)
Алешково — деревня в Малоярославецком муниципальном районе Калужской области в составе сельского поселения «Село Недельное». На 2021 год в Алёшкове числится 1 улица: Алёшина.

## Население
| 2002 | 2010 |
| ---- | ---- |
| 2    | →2   |